# Hans Caspar Ulrich

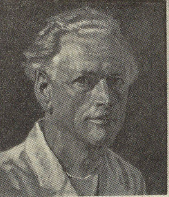
Selbstbildnis

Hans Caspar Ulrich (geboren 30. August 1880 in Zürich; gestorben 20. Mai 1950 ebenda) war ein Schweizer Maler, Zeichner und Lithograf.

## Leben

Plakat von Hans Caspar Ulrich für das Eidgenössische Schützenfest 1907

Hans Caspar Ulrich war ein Sohn eines namensgleichen Zürcher Architekten und Stadtrats.  Er besuchte von 1896 bis 1899 die Kunstgewerbeschule Zürich. Danach absolvierte er eine Lehre als Steindrucker und Lithograf in der Kunstdruckerei Künstlerbund Karlsruhe. 1903/04 studierte er an der Malschule von Heinrich Knirr in München. Von 1904 bis 1908 besuchte er die Académie Julian in Paris, 1904 malte er zusammen mit dem Landschaftsmaler Wilhelm Ludwig Lehmann am Bernina Hospiz. Für Friedrich Dreser schuf er 1906 mehrere Sammelbildserien. 1910 wurden Arbeiten von Ulrich erstmals im Kunsthaus Zürich gezeigt. 1911 hatte er einen Studienaufenthalt in Venedig und in Florenz.
Ulrich lebte ab 1913 in Weissbad, Kanton Appenzell Innerrhoden und heiratete 1914 Ida Eich, sie hatten zwei Kinder. Ab dem Jahr 1928 wohnte er in Zürich.
Ulrich arbeitete in vielen Techniken und schuf neben Lithografien, Aquarellen und Gouachen auch Entwürfe für Handstickereien. Er ging später zur Zeichnung und zur Malerei über. Als Textilkünstler entwickelte er ein Seiden-Siebdruck-Verfahren.